# CRB El Milia
Chabab Riadhi Baladiat El Milia, más comúnmente abreviado como CRB El Milia o CRBEM, es un club de fútbol argelino fundado en 1935 y con sede en la localidad de El Milia . El club se formalizó el 23 de marzo de 1935 .
Es uno de los clubes más antiguos de la historia del fútbol argelino y el más antiguo de la wilaya de Jijel . Los jugadores del club reciben el sobrenombre de The Red Riders. La CRBEM jugó sus primeras competiciones oficiales desde el año de su fundación en 1935 dentro de la liga de la Asociación de Fútbol de Constantino.
El CRB El Milia juega en el estadio Saidouni Bachir (Boutias) que se encuentra en las afueras de la ciudad. Es considerada una de las mejores escuelas de fútbol de la región. Sin embargo, la falta de financiación sigue siendo el principal obstáculo del club para poder competir al más alto nivel.

## Histórico

### período colonial francés
Al principio, el club se llamaba: El futuro El Milia, vestía los colores blanco y negro. En 1911 se había creado una asociación deportiva que servía de núcleo del club que encarnaba, durante la época colonial francesa, el activismo deportivo de los argelinos contra los clubes formados por europeos. Durante la Guerra de Argelia, el club suspendió su participación en competiciones siguiendo instrucciones del FLN.

### Período de Argelia independiente
Después de la independencia de Argelia, los dirigentes del club reorganizarán fundamentalmente la composición del equipo, de cara a las próximas competiciones.

## Curso en la Copa de Argelia

### Viaje del equipo sénior
El CRB El Milia obtiene su mejor resultado en la Copa de Argelia al alcanzar los octavos de final durante la edición 2002-2003 . El club eliminó al MC Bouira el 2 mars 2003 en la 32 final en los penaltis ( 3 tirs réussis a 0, tras un resultado de 2-2). En la siguiente ronda, El Milia se enfrentó al otro club de la wilaya de Jijel, el JS Djijel, un partido ganado 1 but à 0 en la prórroga gracias al gol de Ahdjila Rafik el 13 mars 2003 en el estadio Abdel Madjid Bouteldja de Skikda. En octavo lugar, CRBEM perdió ante MO Constantine el 24 mars 2003.
El CRBEM alcanzó tres veces los octavos de final: durante la edición 2001-2002, el CRBEM eliminó al ASM Oran el 14 mars 2002 en los 32 ° finales por 2 buts à 1 después de la prórroga y luego perdió durante la ronda siguiente, 28 mars . contra HB Chelghoum. 2 buts à 1 .
Durante la edición 2004-2006, El Milia venció el 29 décembre 2005 en los 32 de final, con marcador de 2 buts à un al WA Boufarik . Durante los dieciseisavos, El Milia perdió 3 buts à 2 ante el USM Annaba el 9 février .
En 2011-2012, El Milia eliminó al RC Kouba el 31 décembre 2011 con un marcador de 1 à 0 y luego perdió en la siguiente ronda 2 buts à 0 contra el WAB Boufarik el 24 février en el estadio Mohammed Ben Hadded de Kouba en Argel.
El club también llegó dos veces a los 32 de final, durante la temporada: 1974-1975, fue eliminado por MO Constantine (finalista durante esta edición) con un marcador de 3 buts à 1 y durante la temporada: 2016-2017, El Milia perdió el 16 de noviembre de 2016 en el estadio Saidouni Bachir (Boutias), en casa contra el MB Rouissat con marcador de 2 buts à 1 .

### Viaje del equipo de cadetes
El equipo cadete fue finalista de la Copa Cadete de Argelia durante la edición 2002-2003. Esta final se jugó el 12 juin 2003 . Los cadetes representaron al este de Argelia en el estadio Mustapha-Tchaker de Blida contra el ASM Oran. Los cadetes perdieron 3 buts à 2, pero estuvieron notables, sobre todo gracias a algunos personajes como Zeghan, Missili y Madjbar.

## identidad del club

### Colores
El CRBEM ha conocido varios nombres desde su creación, el club ha vestido los colores rojo y blanco.         El rojo se refiere al amor a la nación y el blanco simboliza la pureza y la esperanza.

### Los diferentes nombres del club
| El futuro de El Milia |
| 1911 مستقبل الميلية   |

| Futuro El Milia     |
| 1935 مستقبل الميلية |

| Olímpico musulmán El Milia |
| 1944                       |

| Mouloudia Olympic El Milia |
| 1944                       |

| El Milia Deportes Juvenil |
| 1948                      |

| Chabab Riadhi El Milia |
| 1971                   |

| Chabab Riadhi Baladiat El Milia |
| 1978                            |

## Infraestructura

### Estadio

#### Boudjemaa Tahar
En el antiguo estadio Boudjamaa Tahar, situado en el centro de la ciudad, el CREM se enfrentó a los grandes equipos del este de Argelia. Este estadio está abandonado.

#### Saidouni Bachir (Boutías)
El estadio Saidouni Bachir sustituye al antiguo estadio Tahar Boudjemaa como estadio de competición del club. En funcionamiento desde 2007, el complejo deportivo Saidouni Bachir dispone de una zona de césped natural, una pista de atletismo semiolímpica y otras dependencias. El estadio tiene una capacidad de 5000 places que podrá ampliarse en el futuro.

### Círculo de Amigos del Club
CRB EL Milia Circle o Café está ubicado en el centro de El Milia.

### Venta de accesorios para deportes de equipo.
Algunas tiendas no oficiales en los barrios de la ciudad venden artículos y equipos con los colores del CRBEM.

### Patrocinadores
- 2019 : Danieli Spa

### Fabricantes de equipos
- 2016-2017 : joma
- 2017-2018 : adidas
- 2018-2019 : joma
- 2019-2020 : joma
- 2020-2021 : adidas
- 2021-2022 : adidas
- 2022-2023 : legea

## Aspectos legales y organizativos.

### Dirección
El club CRB El Milia está dirigido desde 2022 por Demigha Essaïd.

## Personalidades del club

### Entrenadores
Con más de 80 años de existencia, el club ha pasado por numerosos entrenadores, de los cuales aquí tienes una lista exhaustiva :
- Draghi Chisco
- Mohamed Chérif Boudah
- Abdeslam Atik
- Abdelkader Boucherit
- Youcef Boucherit
- Bachir Draa
- Abdelkrim Latreche
- Abdelmadjid Niboucha
- Nabil Neghiz
- Mohamad El Khelfaoui
- Mounir Dob
- Mahdi Rachid

### presidentes
- Youcef Boucherit
- Mahfoud Taoutaou
- Rabia Titah
- Slimane Meskaldji
- Mahdi Bennini
- Mabrouk Bouterra
- Salah Krid
- Jalal Reghioua

### Exjugadores
Algunos jugadores han contribuido a los grandes éxitos de este equipo. 
- Bouandel Brahim
- Dalichaouch Ahcene
- El Hadi Mohamed
- Atik Abdeslam
- Boussis Zidane
- Boucherit Abdelkader
- Boucherit Youcef
- Boucherit Hacene
- Bourbia Salah
- Derouiche Hocine
- Arzour Cherif
- Boulaa Kaddour
- Bennini Abdelaziz
- Saïdani Rabah
- Boultif Younes
- Laboudi Abdelmajid
- Kerouaz Habib
- Medjdoub Rabah
- Atik Rabah
- Allalouche Tahar
- Boulekrabaa Abdeslam
- Boudjemaa Tahar
- Kehal Smaïl
- Nouicer Rabah
- Krid Ahmed
- Benyezzar Kaddour
- Houam Ali
- Bouchiba Abderazak
- Lalaa Hamani
- Lebsir Abdennour
- Demigha Foudil
- Litim Mahmoud
- Boudechicha Brahim
- Fellah Mohamed
- Zouitni Brahim
- Chidekh Mourad
- Farah Nabil
- Bouterra Brahim
- Bounnah Ahcène
- Benyezzar Tahar
- Belabed Hocine
- Laaboudi Boujemaa
- Hiouel Ammar
- Fermas Kamel
- Belibel Saïd
- Boukssiba Ramdan
- Kehal youcef
- Bouaziz Azzouz
- Anicer Mohammed
- Farah Rabah
- Benniou Rabah
- Hedjaz Abdeldjalil
- Ghettout Mohammed Tahar
- Boudechicha Abbes
- Bouchakri Abderezak

## Partidarios
Rachid Amiour conocido como “Doula”, fiel seguidor del CRB El Milia          y el equipo nacional</img> Es una figura real en el este de Argelia. Fue recibido como una estrella en todos los estadios del Este, donde presentó su espectáculo apasionado y animado, despertando simpatías por su buen carácter, especialmente en Constantina, en el estadio Mohamed Hamlaoui, ya que era un fiel seguidor del Constantino. club CS Constantino . Cuando llegó a la grada, la afición no dejó de cantar : “ Ohohohoh Doula ha llegado ! » . Hijo de El Milia y de una familia amante del deporte, Rachid Amiour, nacido en 1959, era por supuesto un amante del CRBEM, del que nunca faltó a una reunión ni a un viaje. Murió el 17 de febrero de 1994, durante el mes de Ramadán, en el camino a Béjaia. Se rindió un homenaje muy especial a este gran caballero. Desde lejos, la gente se desplazaba para rendirle un último homenaje. Gracias a su lealtad y amabilidad, seguirá siendo un ícono, una figura esencial en la región. La trayectoria de este gran caballero es un referente para todos por su lealtad y su patriotismo. Posteriormente, su familia donó su estandarte al club El-Milia.

## Grupo de seguidores
El club cuenta con dos grupos de seguidores : Grupo Los Fieles y Chicos Malos.
| Nombre                 | Abreviación | Fecha de creación | Ubicación en el estadio |
| ---------------------- | ----------- | ----------------- | ----------------------- |
| Grupo Los Fieles       | GLF         | 2017              | Tribuna                 |
| Ultras Cattivi Ragazzi | UCR         | 2016              | Tribuna                 |